# Groene woordenboek
Het Groene woordenboek is een Nederlands woordenboek.
Het is een herziene en uitgebreide editie van 'De grote Prisma Nederlands' van André Abeling uit 1997 en uitgegeven door Sdu Uitgevers in 2002.
Volgens de uitgever is de spelling (als enige woordenboek) in overeenstemming met die van de 'Woordenlijst Nederlandse taal' uit 1995, beter bekend als het Groene Boekje. Desondanks wijkt het Groene woordenboek soms wel degelijk af van het Groene Boekje:
| Groene woordenboek                                                 | Groene Boekje                                                       |
| ------------------------------------------------------------------ | ------------------------------------------------------------------- |
| dienst doen                                                        | (aaneen!) dienstdoen                                                |
| kamer (aaneengeschreven met onder meer: commissie, debat, fractie) | Kamer (aaneengeschreven met onder meer: dezelfde woorden en gebouw) |
| portiek, de (zij) of het                                           | portiek, de (v.)                                                    |
| snoep, de (hij) of het                                             | snoep, de (m.)                                                      |